# Coptocephala rubicunda
Coptocephala rubicunda es un coleóptero de la familia Chrysomelidae.
Fue descrita científicamente en 1781 por Laicharting.